# Јановце (Попрад)
Јановце (слч. Jánovce) насељено је мјесто са административним статусом сеоске општине (слч. obec) у округу Попрад, у Прешовском крају, Словачка Република.

## Становништво
| Година:    | 1994. | 2004.    | 2014.    | 2024.    |
| ---------- | ----- | -------- | -------- | -------- |
| Број људи: | 996   | 1176     | 1593     | 1773     |
| Разлика:   |       | +18,07 % | +35,45 % | +11,29 % |

| Година:    | 2023. | 2024.   |
| ---------- | ----- | ------- |
| Број људи: | 1738  | 1773    |
| Разлика:   |       | +2,01 % |

Према подацима о броју становника из 2011. године насеље је имало 1.498 становника.